# Årets damspelare i svensk bandy
Årets damspelare i svensk bandy är en utmärkelse som tilldelas en framstående spelare inom svensk bandy. Priset delas ut av Svenska Bandyförbundet årligen sedan säsongen 1973/1974.  

## Årets damspelare genom åren
- 1974 – Birgitta Söderström, IK Göta
- 1975 – Carina Lloyd, Katrineholms SK
- 1976 – Gunilla Ekeling, IK Göta
- 1977 – Ann-Christine Andersson, Katrineholms SK
- 1978 – Lee Hedström, Lotorps IF
- 1979 – Gun Carlsson, Katrineholms SK
- 1980 – Lena Lundin, IK Göta
- 1981 – Lena Ekeling, AIK
- 1982 – Maria Karlsson, Grästorps Skol IF
- 1983 – Helena Lundström, Sandvikens AIK
- 1984 – Mainy Norling, IK Göta
- 1985 – Anna Wall, IF Boltic
- 1986 – Tina Eriksson, IF Boltic
- 1987 – Lena Larsson, IF Boltic
- 1988 – Ingela Bergqvist, IF Boltic
- 1989 – Eva-Lena Brattén, IF Boltic
- 1990 – Eva Dahlström, Västanfors IF
- 1991 – Helena Eriksson, Västerstrands AIK
- 1992 – Åsa Fredin, Västerstrands AIK
- 1993 – Lena Krameus, Västerstrands AIK
- 1994 – Camilla Röhl, AIK
- 1995 – Zoe Trender, AIK
- 1996 – Anna-Karin Olsson, AIK
- 1997 – Marie Halvarsson, Västerstrands AIK
- 1998 – Miska Suves, AIK
- 1999 – Eva Palm, IK Göta
- 2000 – Ulrika Fröberg, AIK
- 2001 – Anna-Karin Olsson, AIK
- 2002 – Åsa Fredin, Västerstrands AIK
- 2003 – Johanna Pettersson, Sandvikens AIK
- 2004 – Åsa Fredin, Västerstrands AIK
- 2005 – Johanna Pettersson, Sandvikens AIK
- 2006 – Emma Kronberg, Västerstrands AIK
- 2007 – Emma Kronberg, Västerstrands AIK
- 2008 – Johanna Pettersson, Sandvikens AIK
- 2009 – Linda Odén, AIK
- 2010 – Anna Lundin, AIK
- 2011 – Anna Lundin, AIK
- 2012 – Camilla Johansson, Kareby IS
- 2013 – Sandra Carlsson, Kareby IS
- 2014 – Emma Kronberg, Kareby IS
- 2015 – Linda Odén, AIK
- 2016 – Camilla Johansson, Kareby IS
- 2017 – Malin Persson, Västerås SK
- 2018 – Camilla Johansson, Kareby IS
- 2019 – Malin Persson, Västerås SK
- 2020 – Frida Rutqvist, AIK Bandy
- 2021 – Tilda Ström, Villa Lidköping BK
- 2022 – Tilda Ström, Villa Lidköping BK
- 2023 – Tilda Ström, Villa Lidköping BK